# Achroomyces lumbricifer
Achroomyces lumbricifer är en svampart som beskrevs av P. Roberts 2001. Achroomyces lumbricifer ingår i släktet Achroomyces och familjen Platygloeaceae.   Inga underarter finns listade i Catalogue of Life.